# Zinkenkopf
Zinkenkopf är en bergstopp i Österrike, på gränsen till Tyskland. Den ligger i den centrala delen av landet, 250 km väster om huvudstaden Wien. Toppen på Zinkenkopf är 1 540 meter över havet, eller 21 meter över den omgivande terrängen. Bredden vid basen är 0,48 km.
Terrängen runt Zinkenkopf är kuperad norrut, men söderut är den bergig. Runt Zinkenkopf är det ganska tätbefolkat, med 80 invånare per kvadratkilometer.. Närmaste större samhälle är Salzburg, 19,4 km norr om Zinkenkopf. 
I omgivningarna runt Zinkenkopf växer i huvudsak blandskog.